# سیارک ۴۵۷۱
سیارک ۴۵۷۱ (به انگلیسی: 4571 Grumiaux، نامگذاری:1985RY3) چهار هزار و پانصد و هفتاد و یکمین سیارک کشف شده‌است که در ۸ سپتامبر ۱۹۸۵ کشف شد.
قدر مطلق سیارک برابر ۱۲٫۰۰ است.